# Axel Crewell
Axel Friedrich Max Crewell (* 9. Januar 1896 in Mügeln, Kreis Schweinitz; † 1945) war ein deutscher Politiker (NSDAP).

## Leben
Crewell war als Lehrer tätig und nahm 1914 bis 1919 am Ersten Weltkrieg teil. Nach der Rückkehr aus dem Krieg wurde er 1920 Lehrer in Benndorf. 1921 legte er die zweite Lehrerprüfung ab. Ab 1929 war er Mittelschullehrer. 1933 wurde er Mitglied des Verwaltungsrates der Mitteldeutschen Landesbank.
Er wurde nach der Novemberrevolution Mitglied der Organisation Escherich und schloss sich dann der DVFP an. Zum 12. November 1925 trat er der NSDAP bei (Mitgliedsnummer 23.479) und gründete die NSDAP-Ortsgruppe in Benndorf. Noch im gleichen Jahr wurde er Kreisleiter seiner Partei in Querfurt. 1926 übernahm er die Funktion des Gemeindevorstehers in Benndorf. 1929 wurde er Mitglied des Kreistages und des Provinziallandtages. Ab 1930 gehörte er auch dem Provinzialausschuss an. April bis zum 10. Juli 1933 war er Mitglied im Preußischen Staatsrat.
Zunächst war er stellvertretender Landrat des Kreises Querfurt im Regierungsbezirk Merseburg der preußischen Provinz Sachsen. Als der bisherige Landrat Hermann Wandersleb abgesetzt wurde, übernahm er im Juli 1933 kommissarisch und noch im gleichen Jahr endgültig die Landratsfunktion. Dieses Amt übte es bis 1940 aus. In jenem Jahr wurde er Landrat des Landkreises Neidenburg. Kurzzeitig nahm er am Kriegsgeschehen teil und wurde 1941 als Landrat und NSDAP-Kreisleiter in Insterburg eingesetzt. In dieser Funktion war er zeitweilig als Landrat im Kreis Wolkowysk eingesetzt.